# Günter Böddeker

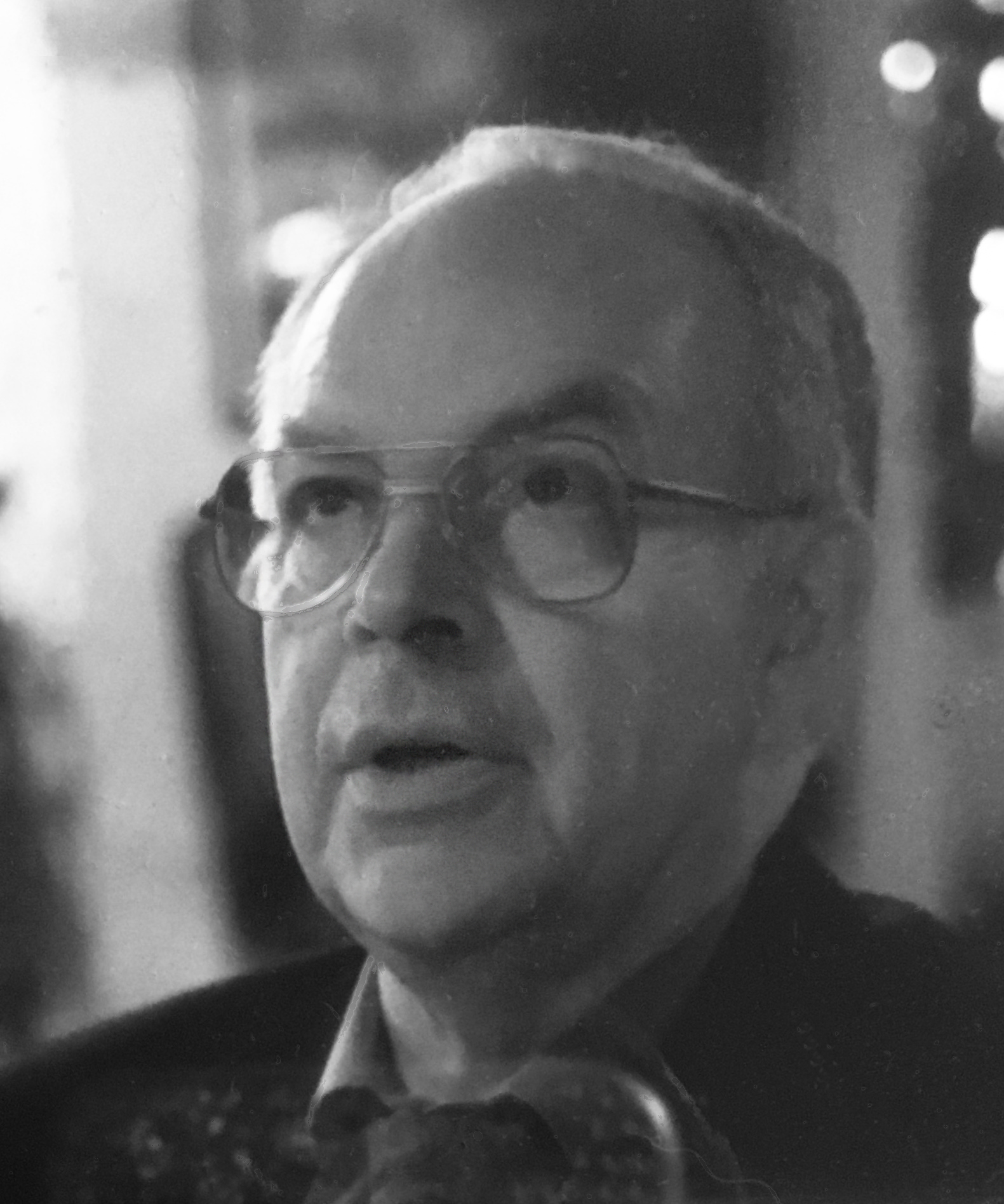
Günter Böddeker, 1994

Günter Böddeker (* 27. Juli 1933 in Paderborn; † 9. Juni 2012 in Buchholz in der Nordheide) war ein deutscher Journalist und Publizist.

## Leben
Böddeker studierte Sozialwissenschaften (Diplom). Danach war er als Journalist tätig. Von 1985 bis 1994 war er stellvertretender Chefredakteur der Welt am Sonntag. 1995/96 war er Chefredakteur. Er veröffentlichte mehrere Bücher zum Zweiten Weltkrieg.

## Auszeichnungen
- 1985: Preis für besondere Verdienste auf dem Gebiet der Publizistik der Sudetendeutschen Landsmannschaft

## Schriften (Auswahl)
- Mut zur Grösse. Die europäische Industrie im Feuer des Wettbewerbs. Stalling, Oldenburg u. a. 1966.
- 20 Millionen täglich. Wer oder was beherrscht die deutsche Presse? Stalling, Oldenbourg u. a. 1967.
- mit Rüdiger Winter: Die Kapsel. Das Geheimnis um Görings Tod. Heyne, München 1983, ISBN 3-453-01778-1.
- Die Boote im Netz. Lübbe, Bergisch Gladbach 1983, ISBN 3-7042-4043-5.
- Zeit des Löwenzahns. Leben zwischen Krieg und Frieden 1944–1947. Lübbe, Bergisch Gladbach 1984, ISBN 3-7857-0380-5.
- mit Paul Carell: Die Gefangenen. Leben und Überleben deutscher Soldaten hinter Stacheldraht. Ullstein, Berlin u. a. 1996, ISBN 3-548-33208-0.
- Die Flüchtlinge. Die Vertreibung der Deutschen im Osten. 2. Auflage. Ullstein, Frankfurt am Main u. a. 1996, ISBN 3-548-34322-8.
- Der Untergang des Dritten Reiches. Mit den Berichten des Oberkommandos der Wehrmacht vom 6. Januar – 9. Mai 1945 und einer Bilddokumentation. 2. Auflage. Herbig, München 2005, ISBN 3-7766-2425-6.